# British Rail Class 450
British Rail Class 450 - typ elektrycznych zespołów trakcyjnych, należący do produkowanej przez koncern Siemens Mobility rodziny pociągów Desiro. Inne eksploatowane w Wielkiej Brytanii jednostki z tej samej rodziny oznaczone są jako Class 185, Class 350, Class 360 oraz Class 444. 
Obecnie jedynym przewoźnikiem eksploatującym jednostki tego typu jest firma South West Trains. Służą jej one przede wszystkim do obsługi tras o zasięgu regionalnym, łączących Londyn z miastami południowej i południowo-zachodniej Anglii. Operator ten posiada obecnie 127 składów tego typu. 

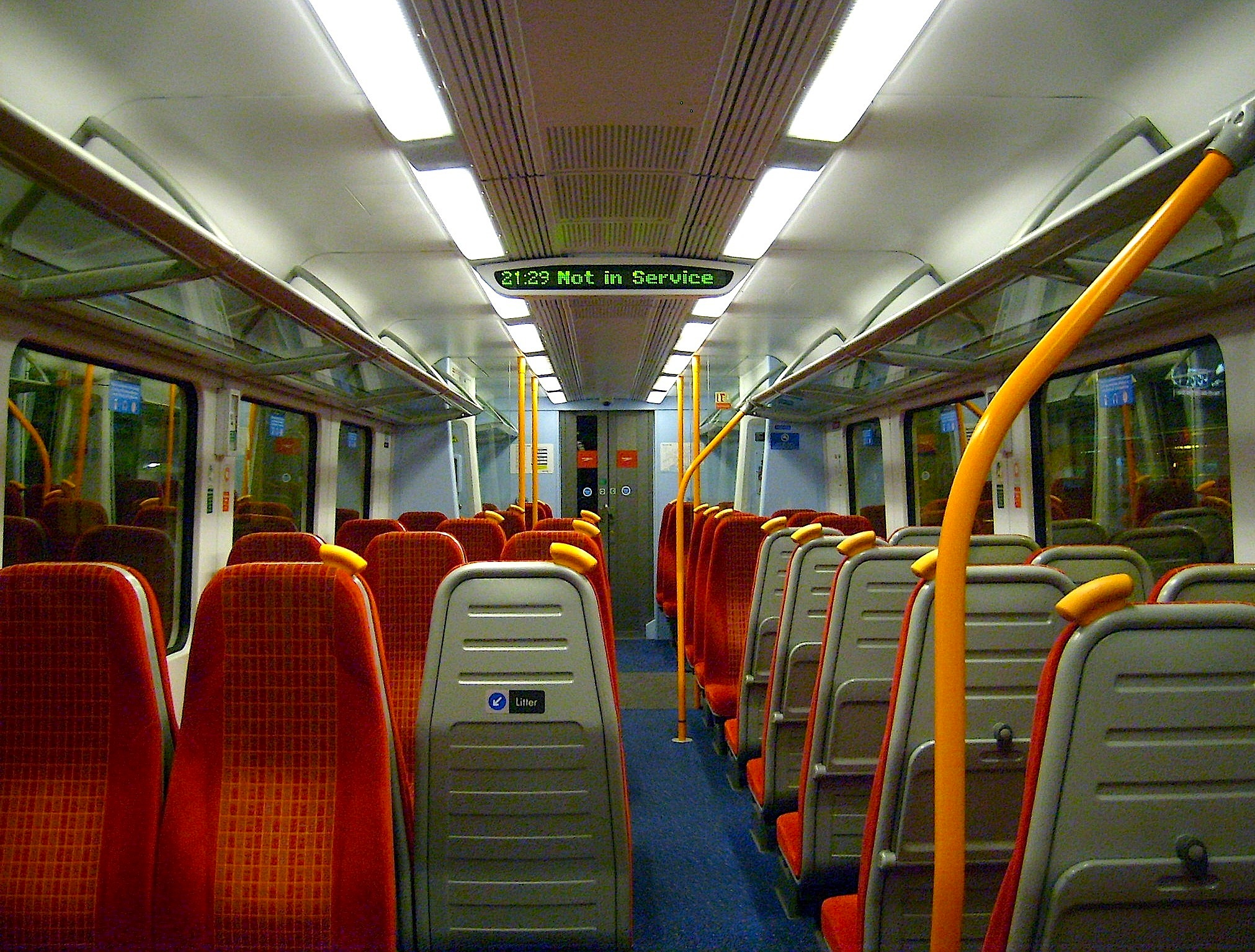
Wnętrze składu DMSO klasy high density typu Class 450/5 Desiro
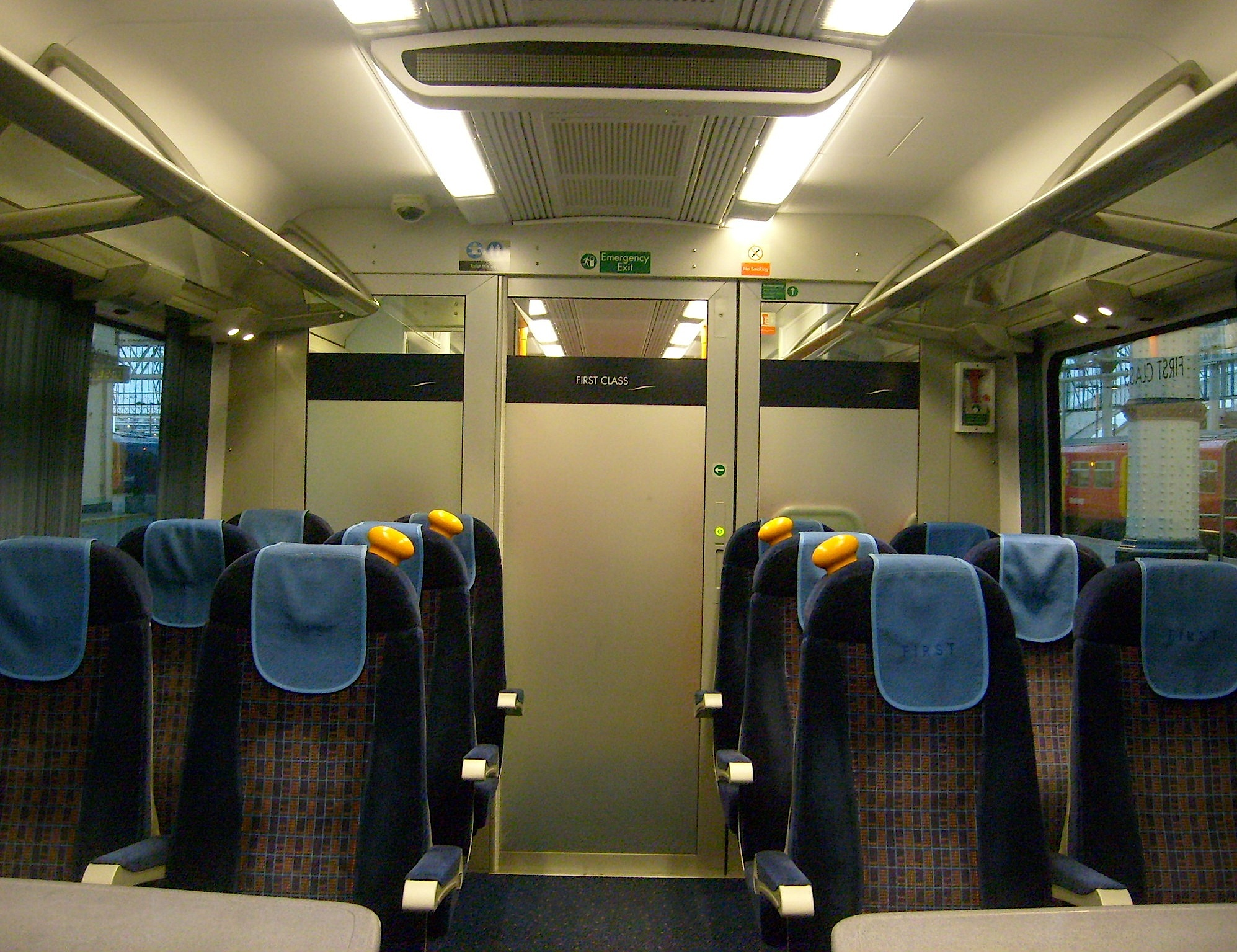
Wnętrze pierwszej klasy składu typu Class 450/0
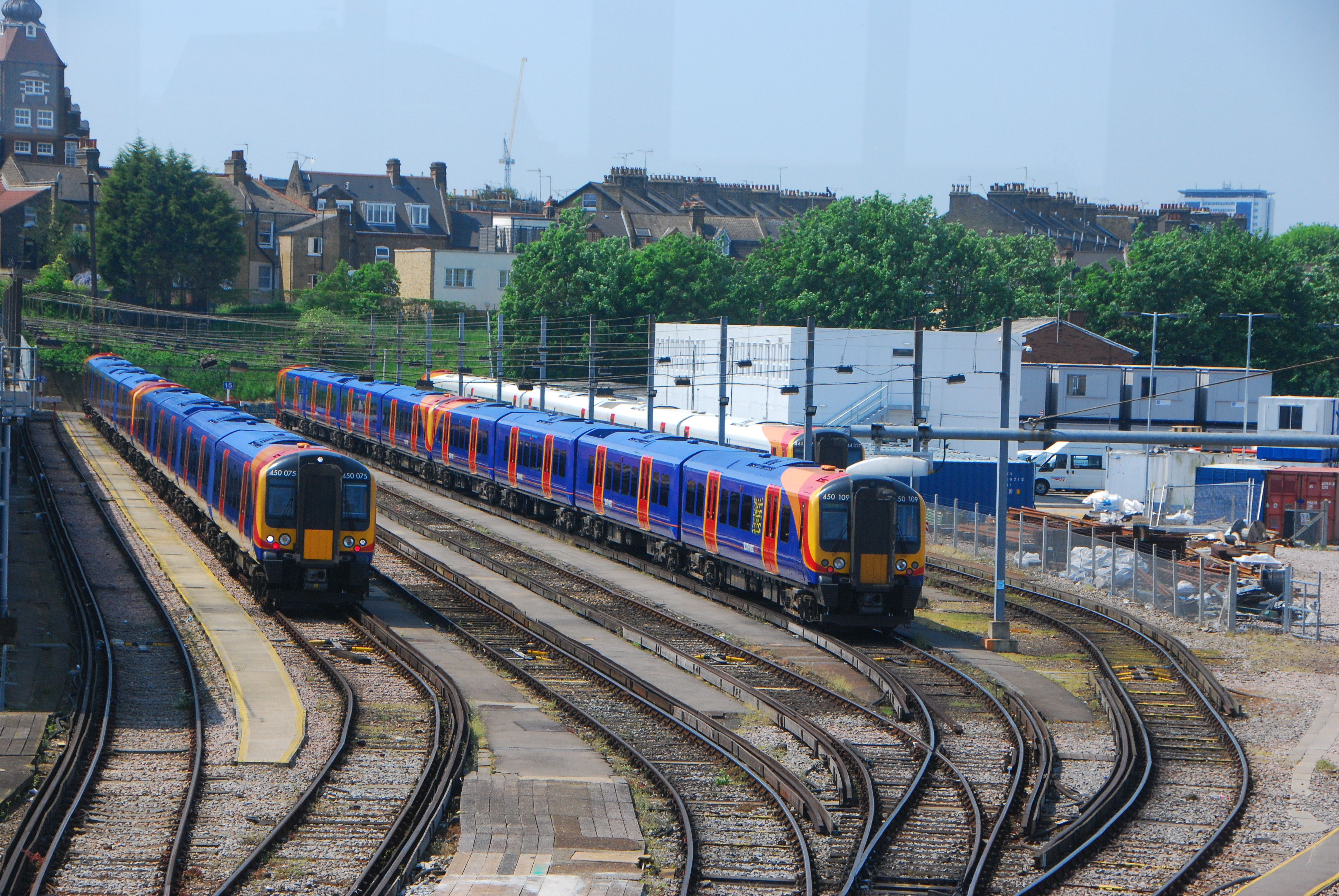
Składy zespolone typu Class 450/0 linii South West Trains na Clapham Junction